# Quinto di Treviso
Quinto di Treviso ist eine nordostitalienische Gemeinde (comune) mit 10.039 Einwohnern (Stand 31. Dezember 2023) in der Provinz Treviso in Venetien. Die Gemeinde liegt etwa 6,5 Kilometer westsüdwestlich von Treviso am Sile bzw. am Parco naturale regionale del Fiume Sile. 

## Verkehr
Zwischen Quinto di Treviso und Treviso liegt der Flughafen Treviso (Aeroporto Sant’Angelo/Antonio Canova). An der früheren Eisenbahnstrecke von Treviso nach Ostiglia bestand von 1941 bis 1947 ein Bahnhof.